# Heinrich Witz

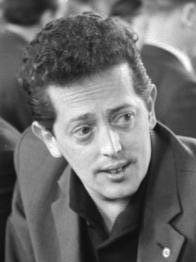
Heinrich Witz bei der Eröffnung der Kulturkonferenz, 1960

Heinrich Witz (* 16. Oktober 1924 in Leipzig; † März 1997 in Halle/Saale) war ein deutscher Maler und Grafiker.

## Leben und Werk
Witz besuchte bis 1939 die Volksschule in Leipzig. Von 1939 bis 1942 machte er eine Berufsausbildung als Farblithograf. Nach Kriegsdienst und Kriegsgefangenschaft studierte er von 1945 bis 1948 bei Kurt Masslow an der Hochschule für Grafik und Buchkunst Leipzig. Nach einer Tätigkeit als Kulturfunktionär der IG Metall Leipzig war er ab 1961 als freischaffender Künstler in Bitterfeld tätig. Er war Mitglied des Verbandes Bildender Künstler der DDR und zeitweilig Vorsitzender dessen Bezirksverbandes Leipzig.
Witz war der erste Maler, der versuchte, den „Sozialistischen Realismus“ nach sowjetischem Vorbild zu realisieren. Als erster Künstler schloss er 1959 entsprechend der Konzeption des Bitterfelder Wegs einen Fördervertrag mit der Wismut.  Der Kunstkritiker Lothar Lang urteilte, „dass der Bitterfelder Weg leider auch zu einem ungerechtfertigten Fördern und Loben äußerlich-illustrativer (der Maler Heinrich Witz hatte damals seine große Zeit), ja unkünstlerischer Werke führte …“ Mit großformatigen Bildern wie „Arbeitertheater der Wismut auf dem Lande“ hing Witz einem damals „von Applaus umjubelten naturalistischen Illusionismus“ an. 1962 kündigte Witz den Vertrag mit der Wismut wegen künstlerischer Differenzen, und er zog nach Bernau bei Berlin.
Witz hatte eine bedeutende Anzahl von Einzelausstellungen und Ausstellungsbeteiligungen. U. a. war er 1962/1963 auf der Fünften Deutschen Kunstausstellung in Dresden vertreten. Von 1962 bis 1970 hatte er einen Vertrag mit dem FDGB, den sein Vertragspartner kündigte. Künstlerisch wurde Witz kaum mehr wahrgenommen. 1972 zog er nach Magdeburg, wo er als Nachtwächter arbeitete.

## Darstellung des Künstlers in der bildenden Kunst
- Harry Blume: Gruppenporträt Leipziger Künstler (Tafelbild, Öl; 1962; zweiter von rechts ist Witz)[4]

## Werke (Auswahl)
- Der neue Anfang (Öl, 95 × 120 cm, 1959; Auftragswerk; Kunstpreis des FDGB 1960; Kunstsammlung der SDAG Wismut, Chemnitz)[5]

- Besuch in der Kunstausstellung (Tafelbild, Öl; 1960)[6]
- Sommer am See (Tafelbild, Öl; 1965; im Bestand des Kunstarchivs Beeskow)
- Südafrikanische Mädchen (Tafelbild, Öl; 1967; im Bestand des Kunstarchivs Beeskow)
- Landschaft bei Bernau (Tafelbild, Öl; 1968; im Bestand des Kunstarchivs Beeskow)
- Bildnis einer jungen Frau (Tafelbild, Öl; 1974)[7]
- Lesende am Wasser (Gouache)[8]